# Zeta Crucis
Zeta Crucis (ζ Crucis, förkortat Zeta Cru, ζ Cru) som är stjärnans Bayerbeteckning, är en dubbelstjärna belägen i den mellersta delen av stjärnbilden Södra korset. Den har en skenbar magnitud på 4,04 och är synlig för blotta ögat där ljusföroreningar ej förekommer. Baserat på parallaxmätning inom Hipparcosuppdraget på ca 9,1 mas, beräknas den befinna sig på ett avstånd på ca 360 ljusår (ca 110 parsek) från solen. 

## Egenskaper
Zeta Crucis är en blå till vit stjärna i huvudserien av spektralklass B2.5 V. Den har massa som är ca 6,4 gånger större än solens massa, en radie som är ca 2,6 gånger större än solens och utsänder från dess fotosfär ca 740 gånger mera energi än solen vid en effektiv temperatur av ca 14 200 K.
Zeta Crucis ingår i undergruppen Lower Centaurus Crux av Scorpius-Centaurusföreningen. Den är en dubbelsidig spektroskopisk dubbelstjärna med en svag visuell följeslagare med en skenbar magnitud på 12,49.